# Phalonidia sarovalva
Phalonidia sarovalva es una especie de polilla del género Phalonidia, categorizada en la tribu Cochylini, de la subfamilia Tortricinae. Fue descrita por Razowski en 1993.
Fue publicada en Acta zool. cracov. 36: 166. Se distribuye por América del Sur: en Perú, en el departamento de Apurímac, aproximadamente a 7 kilómetros al este de Chalhuanca.